# Aeropuerto de Cabo Juby
El aeropuerto de Cabo Juby fue un aeropuerto civil y militar español situado en Tarfaya, provincia de Tarfaya, en la Región de El Aaiún-Saguía el-Hamra en Marruecos.

## Historia
La verdadera importancia de la población de Tarfaya se debió al papel que desempeñó como nudo de comunicaciones aéreas entre Canarias y la Península. Desde su creación en 1927 estuvo subordinado al aeropuerto de Villa Cisneros y abierto a tráfico nacional e internacional.
Desde 1928 fue base de una Escuadrilla de Aviación Militar para asegurar las comunicaciones con Villa Cisneros. Entre 1928 y 193 fue base, junto a Villa Cisneros, de la Escuadrilla Aérea del Sahara. De 1934 data la escala de línea de LAPE operada con DC-2 que conectaba Canarias con la Península. En 1938 se creó la segunda línea de la reactivación de Iberia operada con Junkers 52 con la línea Sevilla-Larache-Sidi Ifni-Cabo Juby-Las Palmas. También fue empleada por la compañía francesa Latecoère de la Générale Aéropostale en las líneas Casablanca-Dakkar, y Toulouse-St. Louis.
A finales de la guerra civil española fue la base aérea principal en AOE y en 1941 pasó a depender de Gando, quedando en esta base únicamente uno o dos aeronaves de manera permanente. A partir de 1944 el régimen de Franco autorizó la escala de aviones civiles norteamericanos en este aeropuerto y en el Villa Cisneros, aunque el uso del aeropuerto por parte de la aviación americana es anterior, llegando a ser significativo como base y escala americana durante la Segunda Guerra Mundial.
Tras los Acuerdo de Cintra, Cabo Juby pasó a soberanía marroquí el 2 de abril de 1958. 

## Descripción
Ubicado la noreste de la población, contaba de pista de aterrizaje de tierra, radio, radio-faro, gonio y aerofaro, con balizaje para vuelos nocturnos.
Actualmente, es la ubicación del aeropuerto regional que da servicio a la ciudad de Tarfaya, como destino turístico del sur de Marruecos. Cuenta con una única pista de 800 metros y ofrece exclusivamente vuelos turísticos.